# Protammodytes brachistos
Protammodytes brachistos är en fiskart som beskrevs av Ida, Sirimontaporn och Monkolprasit, 1994. Protammodytes brachistos ingår i släktet Protammodytes och familjen tobisfiskar. Inga underarter finns listade i Catalogue of Life.